# セル・アウト
『ザ・フー・セル・アウト』（The Who Sell Out）は、1967年に発表された、イギリスのロックバンド、ザ・フーの第3作目のオリジナルアルバム。発売元はトラック・レコード（イギリス）およびデッカ・レコード（アメリカ）。プロデューサーはキット・ランバート。

## 概要
本作は、ザ・フー初のコンセプト・アルバムである。曲間に架空のラジオ局のジングル曲やコマーシャル・ソングを挟むことにより、アルバム自体がさながらラジオ番組のようになっている。本作がリリースされた1967年はサイケデリック・ムーブメントの最盛期であり、その影響を受け、サイケデリック色の強いポップでカラフルなサウンドとなっている。ザ・フーのスタジオアルバムで、全曲がオリジナル曲で占められたのは本作が初めてであり、さらにモノラル版が製作されるのは本作で最後となる。また、イギリス、アメリカ両国でタイトル、収録曲、ジャケットデザインが統一されるのも本作が初めてである。但し、アメリカ盤では「メダック」という曲が契約上の問題で「Spotted Henry」に変更されている（楽曲自体は同じ）。再発時にはイギリス盤と同じ「メダック」に戻された。
レコーディングは、グループ初の全米ツアーと並行しながら、1967年5月から11月にかけて散発的に行われた。本作にはアルバム全体にストーリー性があるわけではないが、ここでの試みはグループにとっての代表作の1つであるロック・オペラ・アルバム『トミー』（1969年）にも活かされている。本作収録の「ラエル」は前作『ア・クイック・ワン』収録の「クイック・ワン」に続くミニ・オペラ作品で、この曲の一節が『トミー』収録の「スパークス」にも登場する（1995年版に追加収録された「燃える女」も、『トミー』収録の「イッツ・ア・ボーイ」にその一節が使用されている）。また「アルメニアの空」は、ザ・フーのオリジナル曲で唯一外部ミュージシャンによって作曲されたものである。作者のジョン・“スピーディ”・キーンはピート・タウンゼントの友人で、元々はキャットというバンドのドラマーだったが、後にタウンゼントプロデュースのもと、ジミー・マッカロクらとサンダークラップ・ニューマンを結成し、1969年に「サムシング・イン・ジ・エアー」で全英チャートの1位を獲得している。
本作からは「恋のマジック・アイ」が先行シングルとしてリリースされ、アメリカではグループ最高の9位を記録するヒットとなった（全英10位）。しかし本作自体は、イギリスでは前作を下回る13位に留まった。これは全英でのザ・フーのスタジオアルバムのチャート順位では最低である。アメリカでは前作を上回ったとは言え48位という結果に終っている。
『ローリング・ストーン誌が選ぶオールタイム・ベストアルバム500』に於いて、113位にランクイン。

## コンセプト
アルバム自体をラジオ局にしてしまうというアイディアの根底には、ザ・フーが青春時代によく聴いていた海賊ラジオ局に対するリスペクトがあった。1960年代当時のイギリスでロックソングを自由に流せるのは、本作で頻繁にジングルとして流れる「ラジオ・ロンドン」に代表される海賊ラジオ局だけだった。本作が発表された1967年8月、イギリスで海上放送法案が可決され、ラジオ・ロンドンなどの海賊ラジオ局は全て閉鎖されることとなった。これに代わる形で、BBCは新たにポップス専用局を開局し、海賊局のDJを集めてポップミュージックを流す時間を増やした。
このコンセプトを考案したのはピート・タウンゼントとマネージャーのクリス・スタンプである。タウンゼントは本作のコンセプトについて、『メロディ・メイカー』誌のインタビューで次のように答えている。
全ては「ジャガー」という曲を書いたことから始まったんだ。当時俺達は、このアルバムについて新しいアイディアはないか考えた。ただいい曲を集めて出すだけじゃこれまでと変わらない。何か際立つ特徴が欲しかった。俺達はコカ・コーラ（のCM）用に作った勢いのあるインスト作品を使おうとしたが、それを「ジャガー」という曲と繋げてみた。すると「CMの頭と終わりを全部曲と繋げたらどうだ？」という考えに行きつき、アルバム全体に企業広告をちりばめて構成できることに気付いたんだ。ちょうどその頃、海賊ラジオ局が法的に禁じられることになった。俺達はアルバムに海賊ラジオ局のような雰囲気が出せるよう、ジングルをいくつか組み込むことにした。そうして生まれたのが『セル・アウト』さ。—ピート・タウンゼント
スタンプはアルバムのジャケット用にアート・ディレクターを2人揃え、曲間のCM曲に出資してくれるスポンサーを探した。いくつかの企業にこの計画を持ちかけたものの、本作の予約枚数が彼らの満足のいくものではなく、結局失敗に終っている。

## アートワーク
本作の内容を反映し、ジャケットは広告のようなデザインとなっている。表側はオドローノ社製の消臭剤を腋に塗るタウンゼントと、ハインツ社のベイクド・ビーンズの風呂に浸かるロジャー・ダルトリー。裏側はメダック社製の塗り薬を顔に塗るキース・ムーンと、ビキニの女性と肩を組むターザンのような格好をしたジョン・エントウィッスル（フィットネスの通信教育を手がけるチャールズ・アトラス社）となっている。これらの企業名は、アルバムの収録曲のタイトルにも使用されているが、チャールズ・アトラスのみ、独立曲ではなく「アイ・キャント・リーチ・ユー」と「メダック」の曲間のジングル曲として収録されている。また初回版には、サイケデリックなデザインのポスターが封入されていた。
オーストラリア盤では、ムーンの持つ塗り薬がメダック製ではなくクレアラシル製となっている。またドイツ盤では、ムーンが表ジャケットに、ダルトリーが裏ジャケットに収まっている。日本盤ではジャケットに全く別の写真が使用されたため、本作のコンセプトの一部が損なわれる形になってしまった。

## リイシュー
1973年には、前作『ア・クイック・ワン』と2枚組で再発売されていた。1988年に初CD化。
1995年にはリマスター／リミックスCDがポリドールからリリースされた。ボーナストラックには未発表曲の他、「恋のマジック・アイ」B面曲（UK版）の「サムワンズ・カミング」、また1968年のセッションから「メランコリア」と「燃える女」が追加収録された。2009年リリースのデラックス・エディションには、ステレオ、モノラル両版の再リマスターに加え、更なる未発表テイクを追加した全53曲が収録された。2012年には日本限定で、ボーナストラックを除いたステレオ、モノラル両版の最新リマスター版がSACDで発表された。いずれのリイシューも、リマスタリングはジョン・アストリーによる。

## 収録曲
特記なき限り、作詞・作曲はピート・タウンゼント。

### オリジナル（1967年）
- A面

1. アルメニアの空 - "Armenia City in The Sky" (John Keen)
2. ハインツ・ベイクト・ビーンズ - "Heinz Baked Beans" (John Entwistle)
3. マリー・アンヌ - "Mary Anne With The Shaky Hand"
4. オドロノ - "Odorono"
5. いれずみ - "Tattoo"
6. 過ぎし二人の恋 - "Our Love Was" [15]
7. 恋のマジック・アイ - "I Can See For Miles"

- B面

1. アイ・キャント・リーチ・ユー - "I Can't Reach You"
2. メダック - "Medac" (Entwistle)
3. リラックス - "Relax"
4. けちのサイラス - "Silas Stingy" (Entwistle)
5. 夜明け - "Sunrise"
6. ラエル(その1、その2) - "Rael 1 & 2" [16]

### 1995年リマスター版
1. アルメニアの空 - "Armenia City in The Sky" (Keen)
2. ハインツ・ベイクト・ビーンズ - "Heinz Baked Beans" (Entwistle)
3. マリー・アンヌ - "Mary Anne With The Shaky Hand"
4. オドロノ - "Odorono"
5. いれずみ - '"Tattoo"
6. 過ぎし二人の恋 - "Our Love Was"
7. 恋のマジック・アイ - "I Can See For Miles"
8. アイ・キャント・リーチ・ユー - "I Can't Reach You"
9. メダック - "Medac" (Entwistle)
10. リラックス - "Relax"
11. けちのサイラス - "Silas Stingy" (Entwistle)
12. 夜明け - "Sunrise"
13. ラエル(その1) - "Rael 1" [17]

ボーナストラック
1. ラエル(その2) - "Rael 2"
2. グリッタリング・ガール - "Glittering Girl"
3. メランコリア - "Melancholia"
4. サムワンズ・カミング - "Someone's Coming" (Entwistle)
5. ジャガー - "Jaguar"
6. アーリー・モーニング・コールド・タクシー - "Early Morning Cold Taxi" (D.Langston, R.Daltrey)
7. 山の魔王の宮殿にて - "Hall Of The Mountain King" (Greig/arr.The Who)
8. ガールズ・アイズ - "Girl's Eyes" (Keith Moon)
9. マリー・アンヌ （オルタナティヴ・ヴァージョン） - "Mary Anne With The Shaky Hand" [Alternative Version]
10. 燃える女 - "Glow Girl"

### デラックス・エディション（2009年）
- ディスク1（ステレオ）

※1.～13. オリジナル・アルバム
1. ラエル-ナイーヴ- - "Rael Naive"
2. サムワンズ・カミング - "Someone's Coming" (Entwistle)
3. アーリー・モーニング・コールド・タクシー - "Early Morning Cold Taxi" (Langston, Daltrey)
4. ジャガー - "Jaguar"
5. コーク・アフター・コーク - "Coke After Coke"
6. グリッタリング・ガール - "Glittering Girl"
7. サマータイム・ブルース - "Summertime Blues" (Jerry Capehart, Eddie Cochran)
8. ジョン・メイソン・カーズ - "John Mason Cars"
9. ガールズ・アイズ - "Girl's Eyes" (Moon)
10. ソッディング・アバウト - "Sodding About" (Entwistle, Moon, Townshend)
11. プレミア・ドラムス - "Premier Drums" (Moon)
12. オドロノ (ファイナル・コーラス) - "Odorono" [Final Chorus]
13. マリー・アンヌ (ミラサウンド・ヴァージョン) - "Mary Anne with the Shaky Hand" [US Mirasound Version]
14. シングス・ゴー・ベター・ウィズ・コーク - "Things Go Better with Coke"
15. 山の魔王の宮殿にて - "Hall Of The Mountain King" (Greig/arr.The Who)
16. トップ・ギア - "Top Gea"
17. ラエル(その1、その2) (リメイク・ヴァージョン) - "Rael 1 & 2" [Remake Version]

- ディスク2（モノラル）

※1.～13. オリジナル・アルバム
1. マリー・アンヌ (ヴァージョン1-USモノ・シングル・ミックス) - "Mary Anne with the Shaky Hand" [Version 1; US mono single mix]
2. サムワンズ・カミング (UKシングル・モノ・ミックス) - "Someone's Coming" [UK single mono mix] (Entwistle)
3. リラックス (アーリー・デモ) - "Relax" [Early demo, stereo]
4. ジャガー (オリジナル・モノ・ミックス) - "Jaguar" [Original mono mix]
5. グリッタリング・ガール (アンリリースド・ヴァージョン) - "Glittering Girl" [Unreleased version, stereo]
6. いれずみ (アーリー・モノ・ミックス) - "Tattoo" [Early mono mix]
7. 過ぎし二人の恋 (テイク12-アンユーズド・モノ・ミックス) - "Our Love Was" [Take 12, unused mono mix]
8. ロトサウンド・ストリングス (ウィズ・ファイナル・ノート) - "Rotosound Strings" [With final note, stereo]
9. 恋のマジック・アイ (アーリー・モノ・ミックス) - "I Can See for Miles" [Early mono mix]
10. ラエル (アーリー・モノ・ミックス) - "Rael" [Early mono mix]

## 参加ミュージシャン
ザ・フー
- ロジャー・ダルトリー - ボーカル、パーカッション
- ピート・タウンゼント - ギター、ボーカル、キーボード、ティン・ホイッスル、バンジョー
- ジョン・エントウィッスル - ベース、ボーカル、ブラス
- キース・ムーン - ドラムス、パーカッション、ボーカル

ゲスト・ミュージシャン
- ジョン・“スピーディ”・キーン - ボーカル（「アルメニアの空」）
- アル・クーパー - オルガン（「ラエル」）